# Vliegveld Terlet
Nationaal Zweefvliegcentrum Terlet (ICAO:EHTL) nabij de stad Arnhem, is een vliegveld uitsluitend bedoeld voor zweefvliegtuigen. Het werd in 1930 op de Terletse heide opgericht, als onderdeel van de Koninklijke Nederlandse Vereniging voor Luchtvaart KNVvL.

## ICAO-code
Omdat zweefvliegterreinen vroeger geen, maar 'echte' vliegvelden wel een ICAO-afkorting hadden, heeft Kapitein der Koninklijke Luchtmacht ing. J.W. Jacobs zich in zijn prille carrière ten doel gesteld om Terlet, waar hij veel tijd doorbracht en erg actief was, op de kaart te (laten) zetten.
Nadat hij de juiste wegen had bewandeld werd door de ICAO in Montreal Canada, de wereldwijd opererende luchtvaartorganisatie, aan Terlet een ICAO-code toegewezen.
Niet de door Jan Jacobs voorgestelde code 'EHTT' maar 'EHTL'.
Doel was om de jeugd te stimuleren te leren vliegen of een beroep in de luchtvaart te kiezen. Hiervoor werden de eerste tientallen jaren speciale scholierencursussen georganiseerd.
In de jaren 70 groeide Terlet uit tot het Nationale centrum voor zweefvliegen. In 1995 trok de KNVvL zich terug uit Terlet. Vanaf dat moment is de exploitatie van het vliegveld overgedragen aan de Stichting Nationaal Zweefvliegcentrum Terlet SNZT. Het terrein is eigendom van Staatsbosbeheer en valt in het buitengebied Noord van gemeente Arnhem.

## Actieve zweefvliegclubs op Terlet

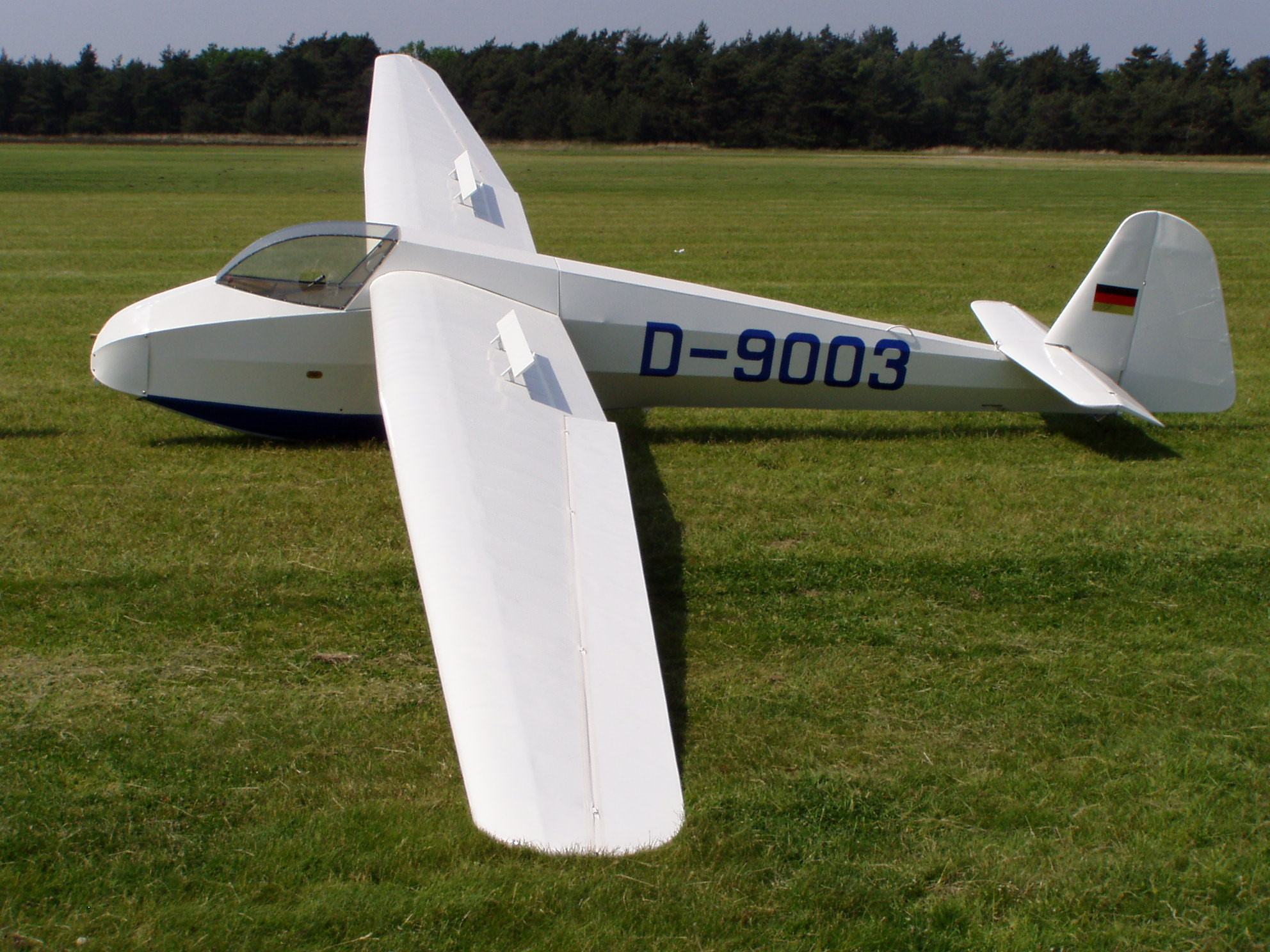
Scheibe B-Spatz op Terlet

Op Terlet zijn in de weekenden en schoolvakanties een aantal zweefvliegclubs actief waaronder de Gelderse Zweefvliegclub, de Delftsche Studenten Aeroclub (DSA), de Zuid-Hollandse Vliegclub, de Zweefvliegclub Ameland en Gliding Adventures Europe. De Gelderse Zweefvliegclub was de eerste gebruiker van de Terletse heide (1932).
Na het wegvallen van de Stichting Zweefvliegers Terlet (SZT) biedt de Gelderse Zweefvliegclub naast de weekenddagen een doordeweeks vliegbedrijf aan na vooraanmelding. Samen met Gliding Adventures Europe en de Zuid-Hollandse Vliegclub bieden de zweefvliegclubs daarnaast de mogelijkheid om passanten een proefvlucht te laten maken in een zweefvliegtuig.

## Overige gebruikers Terlet
Naast de zweefvliegclubs is op het vliegveld het Service Center Terlet gevestigd. Hier kan men terecht voor onderhoud en keuringen van zweefvliegtuigen. Het restaurant De Thermiekbel en een kampeerterrein, beheerd door de VOZT (Vereniging voor Overnachtende Zweefvliegers Terlet) zijn daarnaast de belangrijkste gebruikers van het terrein.

## Stichting Zweefvliegers Terlet
Van 2000 tot begin 2011 is de Stichting Zweefvliegers Terlet (SZT) verantwoordelijk geweest voor het het operationele vliegbedrijf. Deze stichting bestond uit deelnemers die het hele jaar door gebruikmaakten van het vliegveld. De SZT (werknaam van Nationaal Zweefvliegcentrum Terlet) was verreweg de grootste zweefvliegclub in Nederland met meer dan 450 deelnemers. De vliegoperaties werden uitgevoerd door een kleine beroepskern en ca. 50 vrijwilligers. In augustus 2011 is de SZT door de Rechtbank in Arnhem failliet verklaard en zijn de vliegoperaties als gevolg gestaakt.